# FK TransINVEST
FK TransINVEST (właśc. Futbolo Klubas TransINVEST) – litewski klub piłkarski z siedzibą we wsi Halin.

## Historia
FK TransINVEST został założony w 2021 roku, po czym przystąpił w sezonie 2022 do rozgrywek II lygi (III poziomu rozgrywkowego), które zakończył na 1. miejscu i uzyskał awans do I lygi (II szczebel rozgrywkowy). Na tym szczeblu zespół pozostał również jeden sezon, który zakończył się wygranie rozgrywek i awansem do A lygi na sezon 2024. Również w 2023 roku FK TransINVEST wygrał rozgrywki Pucharu Litwy, co pozwoliło na start w eliminacjach do Ligi Konferencji UEFA w sezonie 2024/2025.

## Występy ligowe i pucharowe
| sezon | liga    | poziom ligowy | miejsce | punkty | bramki | uwagi                                    | Puchar Litwy | Źródła      |
| ----- | ------- | ------------- | ------- | ------ | ------ | ---------------------------------------- | ------------ | ----------- |
| 2022  | II lyga | III           | 1/18    | 71     | 109-15 | 1. miejsce w grupie mistrzowskiej; awans | 1/8 finału   | [ 2 ] [ 3 ] |
| 2023  | I lyga  | II            | 1/16    | 70     | 83-29  | awans                                    | zwycięstwo   | [ 4 ] [ 5 ] |
| 2024  | A lyga  | I             | 10/10   | 38     | 35-50  | spadek                                   | 1/4 finału   | [ 6 ] [ 7 ] |

## Osiągnięcia
- Puchar Litwy:
  - Zwycięstwo: 2023
- Superpuchar Litwy:
  - Finał: 2024

## Europejskie puchary
Legenda do wszystkich tabel:
- Q – runda eliminacyjna, 1/16, 1/8, 1/4, 1/2 – odpowiednia faza rozgrywek, Grupa – runda grupowa, 1r gr – pierwsza runda grupowa, 2r gr – druga runda grupowa, F – finał, R – runda, PO – play-off
- k. – rzuty karne, los. – losowanie, Dogr. – dogrywka, w. – zasada bramek strzelonych na wyjeździe

| Sezon   | Rozgrywki        | Runda | Klub              | Dom | Wyjazd | Ogólnie |
| ------- | ---------------- | ----- | ----------------- | --- | ------ | ------- |
| 2024/25 | Liga Konferencji | 2Q    | FK Mladá Boleslav | 0–1 | 0–2    | 0–3     |